# Lysipomia
Lysipomia es un género de plantas con flores perteneciente a la familia Campanulaceae.   Son naturales de las montañas andinas desde Venezuela a Bolivia donde crecen en lugares inundados y pantanos. Comprende 42 especies descritas y de estas, solo 30 aceptadas.

## Descripción
Son hierbas que forman amplios céspedes con hojas simples de hasta 6 cm de longitud que forman rosetas basales. Las flores son blancas, solitarias y los pétalos se funden en dos grupos (bilabiadas), dos en la parte superior y tres en la inferior.

## Taxonomía
El género fue descrito por Carl Sigismund Kunth y publicado en Nova Genera et Species Plantarum (quarto ed.) 3: 318. 1818[1819]. La especie tipo es: Lysipomia acaulis, Kunth

## Especies seleccionadas
- Lysipomia acaulis, Kunth
- Lysipomia aretioides, Kunth
- Lysipomia bilineata, McVaugh
- Lysipomia caespitosa, T.J.Ayers
- Lysipomia crassomarginata, (E.Wimm.) Jeppesen
- Lysipomia cuspidata, McVaugh
- Lysipomia cylindrocarpa, T.J.Ayers
- Lysipomia laricina, E.Wimm.
- Lysipomia lehmannii, Hieron. ex Zahlbr.
- Lysipomia oellgaardii, Jeppesen
- Lysipomia rhizomata, McVaugh
- Lysipomia sparrei, Jeppesen
- Lysipomia speciosa, T.J.Ayers
- Lysipomia tubulosa, McVaugh
- Lysipomia vitreola, McVaugh
- Lysipomia muscoides, Hook

1. ↑  «Lysipomia». Royal Botanic Gardens, Kew: World Checklist of Selected Plant Families. Consultado el 5 de enero de 2010.
2. ↑  Lysipomia en PlantList
3. ↑  «Lysipomia». Tropicos.org. Missouri Botanical Garden. Consultado el 14 de octubre de 2013.